# Bosnië en Herzegovina op de Olympische Zomerspelen 2024
Bosnië en Herzegovina nam deel aan de Olympische Zomerspelen 2024 in Parijs, Frankrijk.

## Aantal deelnemers
Hieronder volgt een overzicht van de atleten die zich kwalificeerden voor de Olympische Zomerspelen van 2024.
| Sport    | Mannen | Vrouwen | Totaal |
| -------- | ------ | ------- | ------ |
| Atletiek | 1      | 0       | 1      |
| Judo     | 0      | 2       | 2      |
| Zwemmen  | 1      | 1       | 2      |
| Totaal   | 2      | 3       | 5      |

## Deelnemers en resultaten

### Atletiek

#### Technische nummers
Mannen
| atleet      | onderdeel   | kwalificaties | kwalificaties | finale         | finale         |
| atleet      | onderdeel   | afstand       | rang          | afstand        | rang           |
| ----------- | ----------- | ------------- | ------------- | -------------- | -------------- |
| Mesud Pezer | kogelstoten | 19,03 m       | 26            | niet geplaatst | niet geplaatst |

### Judo
Vrouwen
| atlete               | onderdeel | eerste ronde         | tweede ronde         | derde ronde          | kwartfinale          | halve finale         | herkansing           | finale / BM          | finale / BM    |
| atlete               | onderdeel | tegenstander uitslag | tegenstander uitslag | tegenstander uitslag | tegenstander uitslag | tegenstander uitslag | tegenstander uitslag | tegenstander uitslag | rang           |
| -------------------- | --------- | -------------------- | -------------------- | -------------------- | -------------------- | -------------------- | -------------------- | -------------------- | -------------- |
| Aleksandra Samardžić | −70 kg    | n.v.t.               | Olsen W 10 - 00      | van Dijke V 00 - 10  | niet geplaatst       | niet geplaatst       | niet geplaatst       | niet geplaatst       | niet geplaatst |
| Larisa Cerić         | +78 kg    | n.v.t.               | Andrews W 10 - 00    | Runes W 10 - 00      | Dicko 'V 00 - 10     | niet geplaatst       | Kim H-y V 00 - 01    | niet geplaatst       | niet geplaatst |

### Zwemmen
Mannen
| atleet      | onderdeel        | series  | series | halve finale | halve finale | finale         | finale         |
| atleet      | onderdeel        | tijd    | rang   | tijd         | rang         | tijd           | rang           |
| ----------- | ---------------- | ------- | ------ | ------------ | ------------ | -------------- | -------------- |
| Jovan Lekić | 400 m vrije slag | 3.57,90 | 30     | n.v.t.       | n.v.t.       | niet geplaatst | niet geplaatst |

Vrouwen
| atleet     | onderdeel         | series  | series | halve finale   | halve finale   | finale         | finale         |
| atleet     | onderdeel         | tijd    | rang   | tijd           | rang           | tijd           | rang           |
| ---------- | ----------------- | ------- | ------ | -------------- | -------------- | -------------- | -------------- |
| Lana Pudar | 100 m vlinderslag | 57,97   | 17     | niet geplaatst | niet geplaatst | niet geplaatst | niet geplaatst |
| Lana Pudar | 200 m vlinderslag | 2.09,32 | 12 Q   | 2.08,74        | 12             | niet geplaatst | niet geplaatst |